# Ludia boinensis
Ludia boinensis là một loài thực vật có hoa trong họ Liễu. Loài này được H. Perrier mô tả khoa học đầu tiên năm 1940.